# 薩德 (錫內利尼科韋區)
48°25′35″N 35°14′51″E / 48.42639°N 35.24750°E
薩德（烏克蘭語：Сад）是位於烏克蘭東部的鎮，由第聶伯羅彼得羅夫斯克州裡錫內利尼科韋區的伊拉里奧諾韋市鎮負責管轄。該鎮分別距離亞沃爾尼茨凱1公里和第聶伯羅3公里，面積2.18平方公里，海拔高度121米，2001年人口474。